# Mariolinha
Mariolinha é uma raça de pombo típica de Portugal, onde foi desenvolvida.
Como o seu nome indica, trata-se de uma miniatura perfeita do «Mariola», obtida por cruzamento com o «Gravatinha» africano e o «Ramelinha», cuja fixação foi produto de aturado esforço de criadores portugueses.
A altura e o comprimento dos exemplares são caracteres importantes, devendo preferir-se os menores mas largos e de pernas curtas, que lhe dão o curioso andar de pato. A permanência deste e de outros factores, entre os quais o bico curto e a barbela farta, devem ser preocupação dominante do columbófilo, que assim obtêm o contraste absoluto de proporções com o Mariola, mantendo as suas típicas formas extravagantes. Assim, o comprimento máximo do bico à cauda (estendendo o pescoço e a cabeça) deverá ser 34 centímetros; da ponta do bico ao extremo da carúncula, entre 1 e 1,5 centímetros, enquanto o peso não deverá ultrapassar os 400 gramas.